# Sveriges Pensionärers Riksförbund
Sveriges Pensionärers Riksförbund (SPRF) var en svensk intresseorganisation för pensionärer, öppet för alla pensionärer oavsett tidigare yrkesbakgrund. 2016 gick de in i SKPF Pensionärerna.
Förbundet var en partipolitiskt och religiöst obunden organisation som på olika sätt påverkade Sveriges regering, riksdag och andra beslutsfattare i vitt skilda frågor. Det handlade bland annat om att skapa opinion kring och aktivt verka för pensionärernas trygghet och rättigheter och främjar pensionärernas fritidsintressen av olika slag. SPRF verkade för värdesäkrade och förbättrade pensioner, rättvis beskattning av pension, bättre efterlevandepension, förbättrad tandvård som bör ingå i högkostnadsskyddet för äldre och mer resurser till äldreomsorgen. SPRF ville stärka de äldres inflytande i samhället och i de politiska församlingarna och krävde nolltolerans mot alla former av äldrediskriminering. Vid ingången av 2014 hade förbundet ca 25 000 medlemmar fördelade på 16 distrikt och ca 65 avdelningar över hela landet. SPRF-tidningen utkommer med 6 nummer per år.

## Historia
Vid ett sammanträde den 26 april 1937 framfördes önskemål från redan bildade föreningar för statspensionärer (pensionärer som varit antällda av staten), att föreningen i Stockholm skulle ta initiativ till bildande av en riksorganisation. Så skedde också vid ett möte den 27 maj 1937 i Stockholm. Därmed hade landets första riksorganisation för pensionärer bildats, Pensionerade Statstjänstemäns Riksförbund, PSR. Förbundet hade då 1248 medlemmar och till dess förste ordförande blev tidigare fabriksförvaltaren Axel Seedoff.
Syftet med bildandet av PSR var främst att påverka politiker och andra beslutsfattare att förbättra statspensionärernas pensioner. Denna uppgift kom också att prägla förbundets verksamhet under dess första decennier vid sidan om social verksamhet.

## Viktiga årtal och händelser
- 1938 utkom förbundets första tidning som fick namnet PSR medlemsblad. Året därpå ändrades namnet till Svensk Pensionärstidning.
- Inga Lindman blev 1946 invald som den första kvinnan i förbundsstyrelsen.
- I mitten på 1950-talet diskuterades på förbundsmötet avdelningarnas representation i förbundsstyrelsen. Man ville ha större spridning från landet, eftersom fyra av fem styrelseledamöter kom från Stockholm. Resultatet blev att ytterligare en representant från landsorten valdes in i styrelsen.
- Vid förbundets 20-årsjubileum 1957 hade förbundet 19 600 medlemmar.
- 1964 beslutade förbundsmötet att ändra förbundets namn till Statspensionärernas Riksförbund (SPRF). Förbundstidningen döptes samtidigt om till Statspensionären. Vidare beslöts att alla som hade pension enligt statliga pensionsbestämmelser var välkomna som medlemmar från och med 1965.
- 1970 beslöts att benämningen förbundsmöte i fortsättningen skulle vara kongress. Vidare förlängdes kongressperioden till tre år och kongressen skulle i fortsättningen kunna förläggas till annan ort än Stockholm.
- 1987 beslöt kongressen att förlänga kongressperioden med ytterligare ett år, och en ordförandekonferens skulle från och med 1989 läggas in i mitten av varje kongressperiod. Vidare beslöts att makar och sambor till medlemmar också skulle kunna bli medlemmar.
- Vid 1994 års kongress beslöts att förbundet skulle vara öppet för alla pensionärer. Samma år startade utgivningen av SPRF-Info. På så sätt skulle de förtroendevalda få fortlöpande information om viktiga förbundsfrågor.
- Som en följd av att förbundet öppnats för alla pensionärer, beslöt kongressen 1997 att ändra förbundets namn till Sveriges Pensionärers Riksförbund (SPRF). Medlemstidningens namn ändrades också till SPRF-tidningen.
- 1998 öppnade förbundet en egen webbplats och hade då 50 468 medlemmar.
- 2002 tecknades ett samarbetsavtal mellan SPRF och Pensionerade Lärares Riksförbund (PLR).
- Vid 2003 års kongress valde Lisbeth Eklund till förbundsordförande. Hon blev den första kvinna som valts till ordförande i SPRF.
- Vid 2009 års kongress valdes Jöran Rubensson till förbundsordförande i SPRF.
- Vid 2013 års kongress omvaldes Jöran Rubensson som förbundsordförande i SPRF.
- Vid 2016 års extrakongress och ordinarie kongress beslutades med stor majoritet att SPRF skulle gå samman med Svenska KommunalPensionärernas Förbund, SKPF från den 1 juli 2016. Allt fusionsarbete ska vara avslutat den 31 december 2016.
- Fusionen byggs inom ramen för SKPF:s nuvarande förbunds- och distriktsorganisation. Ca 30 av SPRF:s kvarvarande 57 lokalavdelningar valde att fortsätta som egna SKPF/SPRF-avdelningar medan övriga valde att gå samman med en närliggande SKPF-avdelning.